# Droga do szczęścia (telenowela)
Droga do szczęścia (hiszp. Un camino hacia el destino) – meksykańska telenowela z 2016 roku.
Adaptacja telenoweli Córka ogrodnika. W rolach głównych wystąpili Paulina Goto i Horacio Pancheri. Piosenkę przewodnią El camino a donde voy śpiewa Paulina Goto.

## Wersja polska
W Polsce telenowela była emitowana w TV4 od 2 listopada 2016 roku. Opracowaniem wersji polskiej zajęły się m.in. Agnieszka Figlewicz i Karolina Władyka. Lektorem serialu był Radosław Popłonikowski. Po wyemitowaniu 41. odcinka, stacja TV4 postanowiła przerwać emisje. 11 marca 2019 na platformie Ipla.tv pojawiły się niewyemitowane odcinki telenoweli.

## Obsada
- Paulina Goto – Luisa Fernanda Pérez Altamirano / Luisa Fernanda Montero Altamirano
- Horacio Pancheri – Carlos Gómez-Ruiz
- Jorge Aravena – Pedro Pérez
- Ana Patricia Rojo – Mariana Altamirano de Sotomayor
- Lisette Morelos – Amelia Altamirano de Pérez
- René Strickler – Luis Montero
- Eugenia Cauduro – Marissa de Montero
- Brandon Peniche[11] – Javier Farías
- Manuel Landeta – Hernán Sotomayor Landa
- Patricia Reyes Spíndola – Blanca
- Gustavo Rojo[12] – Fernando Altamirano Villaseñor
- Rocío Banquells – Guadalupe "Lupe" Gonzalo
- Arturo Carmona – Diego Martínez
- Harry Geithner[13] – Leopoldo Arellano Manrique
- Agustín Arana – Ignacio Ordóñez
- Candela Márquez[14] – Isabela De León
- Rebeca Manríquez – Madre Rosaura Pérez
- Ianis Guerrero – César Gonzalo
- Yuliana Peniche – Andrea Fonseca
- Alejandro Peniche – Felipe Montiel
- Alejandro Ruiz – Ismael Solórzano
- Andrés Pardave – José
- Esteban Maggio – El Bohemio
- Aurora Clavel – Rosario
- Eduardo Carbajal – Dr. Arteaga
- Arcelia Ramírez – Maribel
- Aranza Carreiro – Camila Sotomayor Williams
- Vanya Aguayo – Carolina De León
- Bárbara López – Lucero Gutiérrez Vega
- Samadhi Zendejas – Nadia Ricardi Valencia
- Claudia Martín – Victoria Mejía Ocaña "Vicky"
- Arena Ibarra – Adelina "Ade" Martínez Soto
- Felipe Rincón – Carlitos
- Dilery Sánchez – Clarita
- Sheyla Tadeo – Sor Sonrisa
- Gerardo Murguía – Teo Saldívar
- Naydelin Navarrete – La Malquerida
- Rogelio Cruz Téllez – Francisco Gómez-Ruiz "Paco"
- María Morena – Migdalia

## Nagrody i nominacje

### Premios Kids Choice Awards México 2016
| Kategoria                    | Nominowani         | Wynik     |
| ---------------------------- | ------------------ | --------- |
| Najlepszy ulubiony aktor     | Horacio Pancheri   | Wygrana   |
| Najlepsza ulubiona aktorka   | Paulina Goto       | Nominacja |
| Najlepszy serial lub program | Droga do szczęścia | Nominacja |

### TV Adicto Golden Awards 2016
| Kategoria                             | Nominowani         | Wynik   |
| ------------------------------------- | ------------------ | ------- |
| Najgorsza scenografia i rekwizyty     | Droga do szczęścia | Wygrana |
| Najgorsze napisy czołówki             | Droga do szczęścia | Wygrana |
| Najlepiej lansująca się męska gwiazda | Horacio Pancheri   | Wygrana |

### Premios TVyNovelas (Meksyk)2017
| Kategoria                          | Osoba                            | Wynik     |
| ---------------------------------- | -------------------------------- | --------- |
| Najlepsza telenowela               | Nathalie Lartilleux Nicaud       | Nominacja |
| Najlepsza aktorka pierwszoplanowa  | Patricia Reyes Spíndola          | Nominacja |
| Najlepsza aktorka współpracująca   | Eugenia Cauduro                  | Nominacja |
| Najlepsza aktorka drugoplanowa     | Arcelia Ramírez                  | Nominacja |
| Najlepszy scenariusz lub adaptacja | María Antonieta "Calú" Gutiérrez | Nominacja |
| Najlepszy motyw muzyczny           | Mi camino eres tú (Paulina Goto) | Nominacja |

Źródło: TVyNovelas